# Marcin Starzak
Marcin Starzak (Polonia, 20 de octubre de 1985) es un atleta polaco especializado en la prueba de salto de longitud, en la que consiguió ser medallista de bronce europeo en pista cubierta en 2009.

## Carrera deportiva
En el Campeonato Europeo de Atletismo en Pista Cubierta de 2009 ganó la medalla de bronce en el salto de longitud, con un salto de 8.18 metros, tras los saltadores alemanes Sebastian Bayer (oro con 8.71 metros que fue récord nacional alemán) y Nils Winter (plata con 8.22 metros).